# 83式機雷
83式機雷（はちさんしききらい）は、日本の海上自衛隊が装備する国産機雷。深々度を通峡する潜水艦を標的とした係維式磁気機雷である。『K-33』とも呼称される。
技術研究本部により昭和48年度から56年度にかけて『K-X機雷』として開発が行われ、58年度に83式機雷として制式化された。以後、平成2年度まで調達が行われた。製造は石川製作所が行っていた。

## 特徴
深々度機雷として開発された本機雷には以下の特徴がある。
- 一般的な係維機雷は海中に浮かぶ缶体（浮力体・内部機械・炸薬）と海底に鎮座した係維器、そして両者を繋ぐ係維索（ワイヤー）により構成される。しかし本機雷では缶体全てに耐圧性を求めると重量が過大になるので、浮力体と炸薬缶（内機・炸薬）を独立させて前者を耐圧性の非磁性シンタクチックフォームとし、後者の小型軽量化を図った。
- 深々度に敷設するので、係維索が長くなり従来の鋼線では重量が過大になる。その為に係維索に軽く、強度があり防蝕性もあるアラミド繊維（ケブラー繊維、ポリマーの一種）を使用。

この機雷は深々度機雷としては新しく缶体分離方式を用いている。敷設後は缶体は分離して一定深度を維持しつつ、係維器は沈降を続けて着底し係維状態になる。

## 参考資料
- 『技術研究本部50年史』